# Charles-François Daubigny
Charles-François Daubigny, född 15 februari 1817, död 19 februari 1878, var en fransk målare och tecknare.

## Biografi
Tillsammans med Camille Corot var han det intima landskapsmåleriets främste företrädare. Efter att ha gått i lära hos Paul Delaroche slog sig Daubigny ned i konstnärskolonin i Fontainebleauskogen, den så kallade Barbizonskolan. Här var han en av de första, som inte bara skisserade utan även fullbordade sina målningar på plats i naturen. Till en början var hans motiv vackra vårlandskap med blommande fruktträd och stilla vatten. Från 1860-talet präglas bilderna av en allvarlig storhet. Med sin kyliga färgskala införde Daubigny en nyhet i landskapskonsten. Friskheten i hans teckningar och målningar visar fram mot impressionismen. Ett flertal av hans verk finns på Louvren.

## Galleri

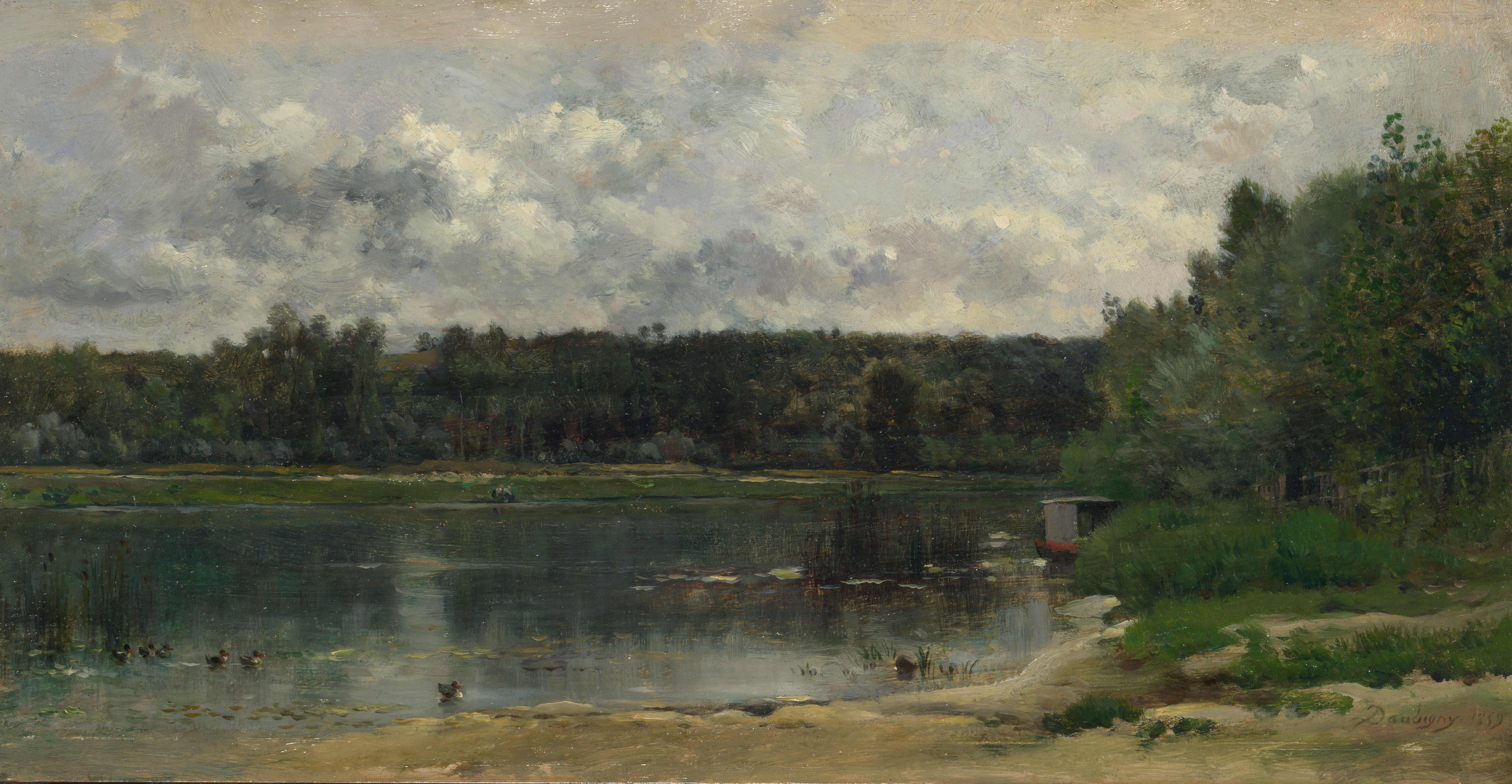
Flodlandskap med änder (1859)
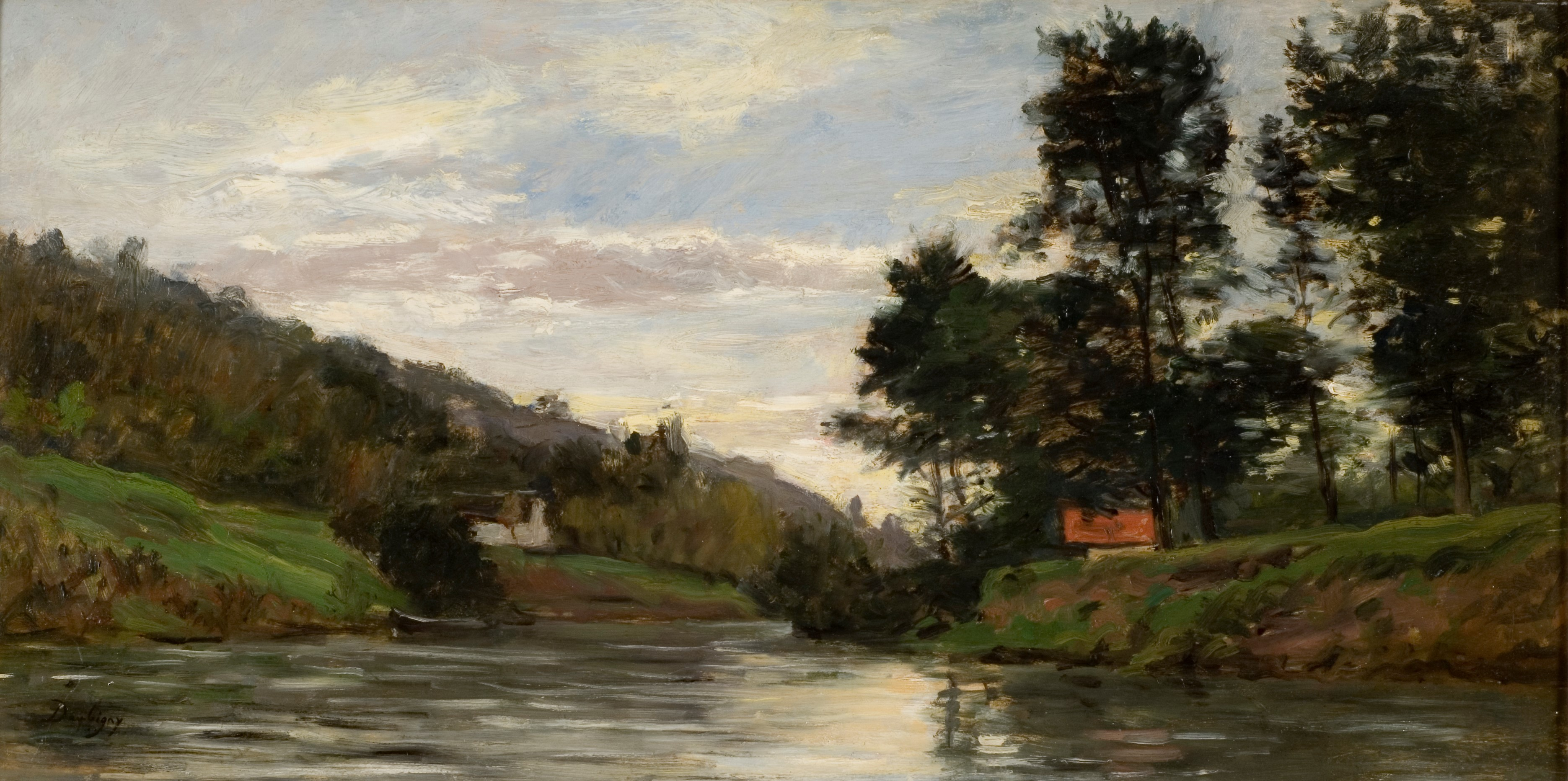
Ile de Vaux, Oise (u. å.)
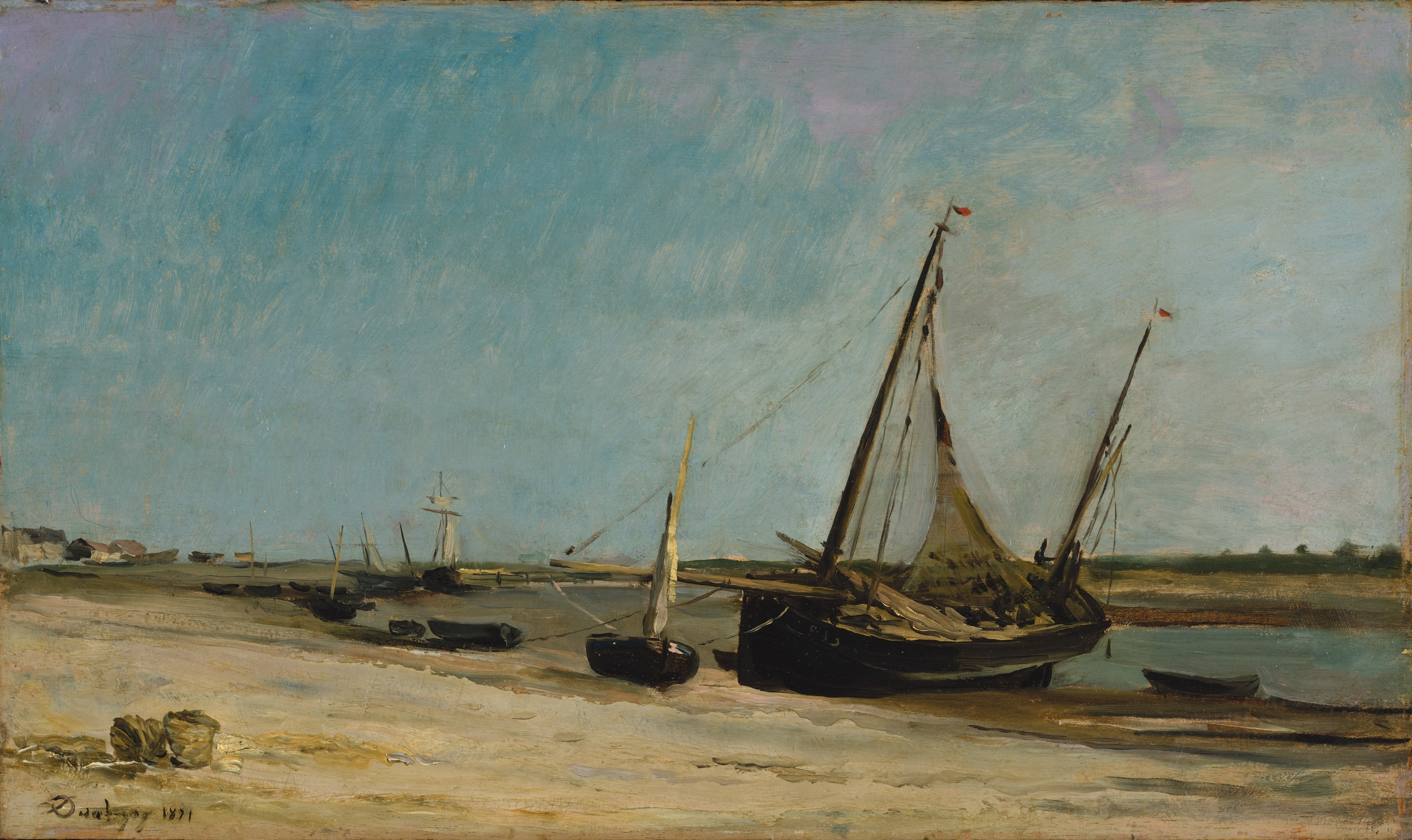
Båtar vid kusten, Étaples (1871)
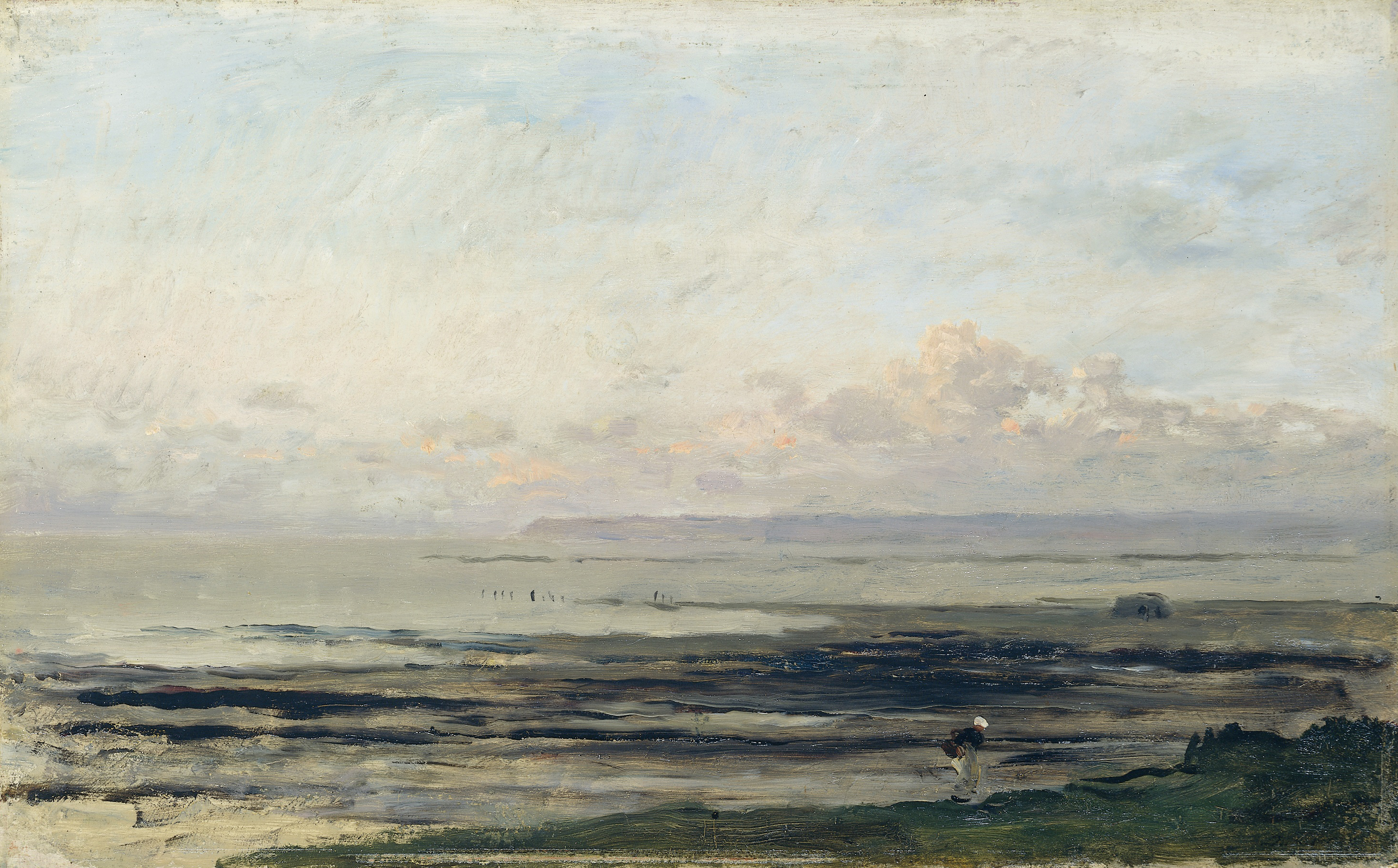
Strand vid ebb (u. å.)
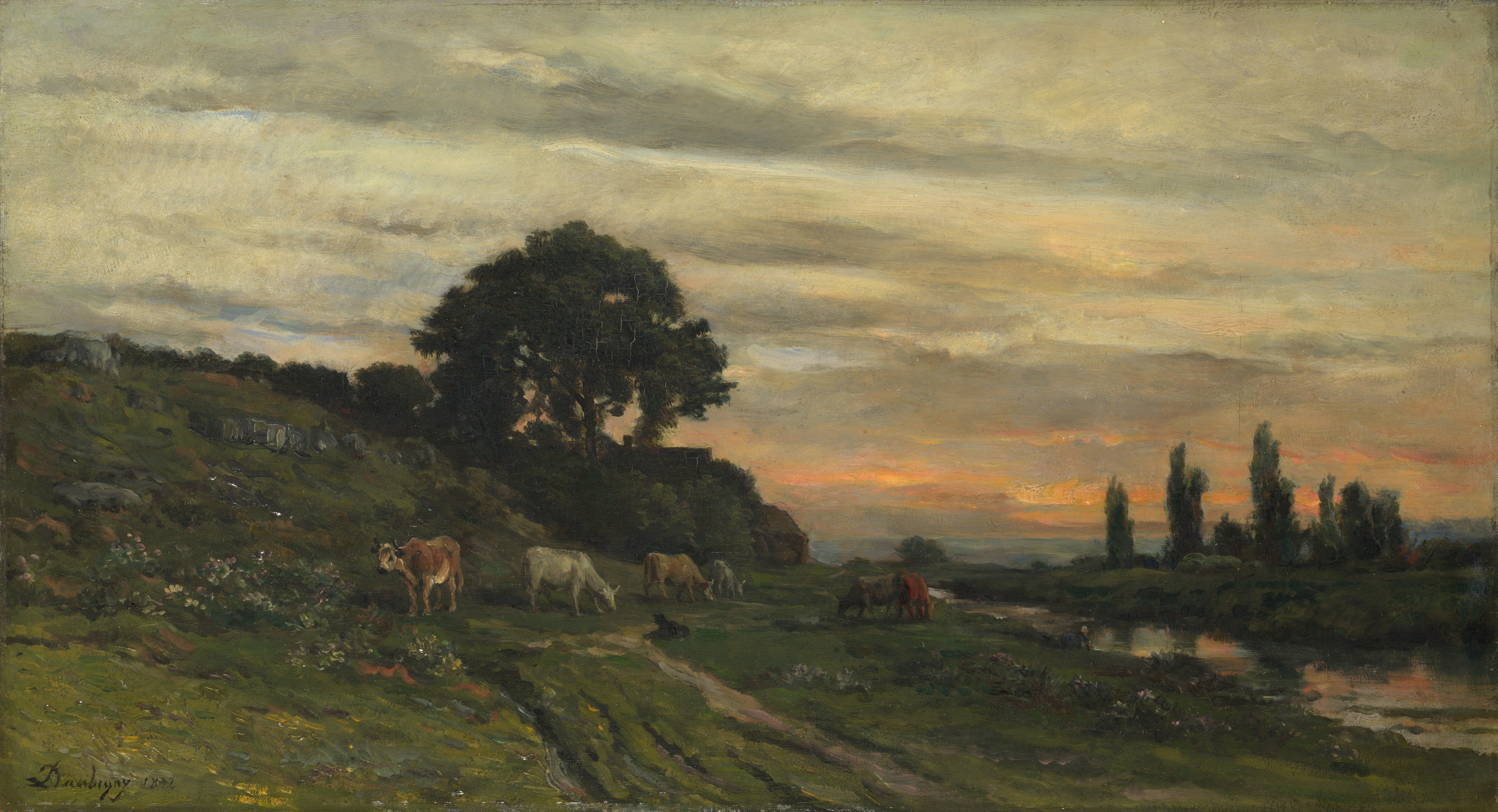
Landskap med boskap vid en fors (1872)
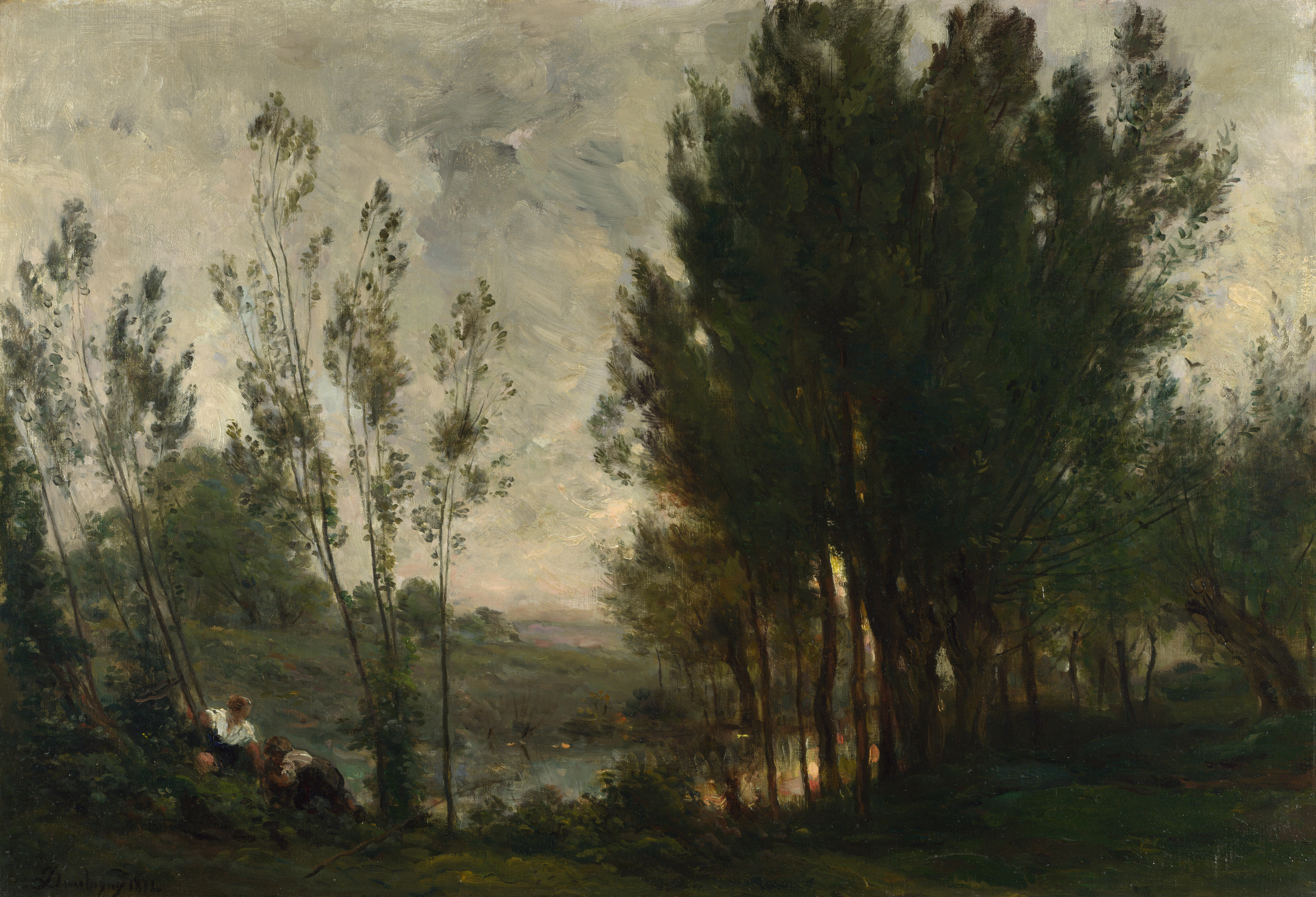
Pilar (1872 eller 1874)
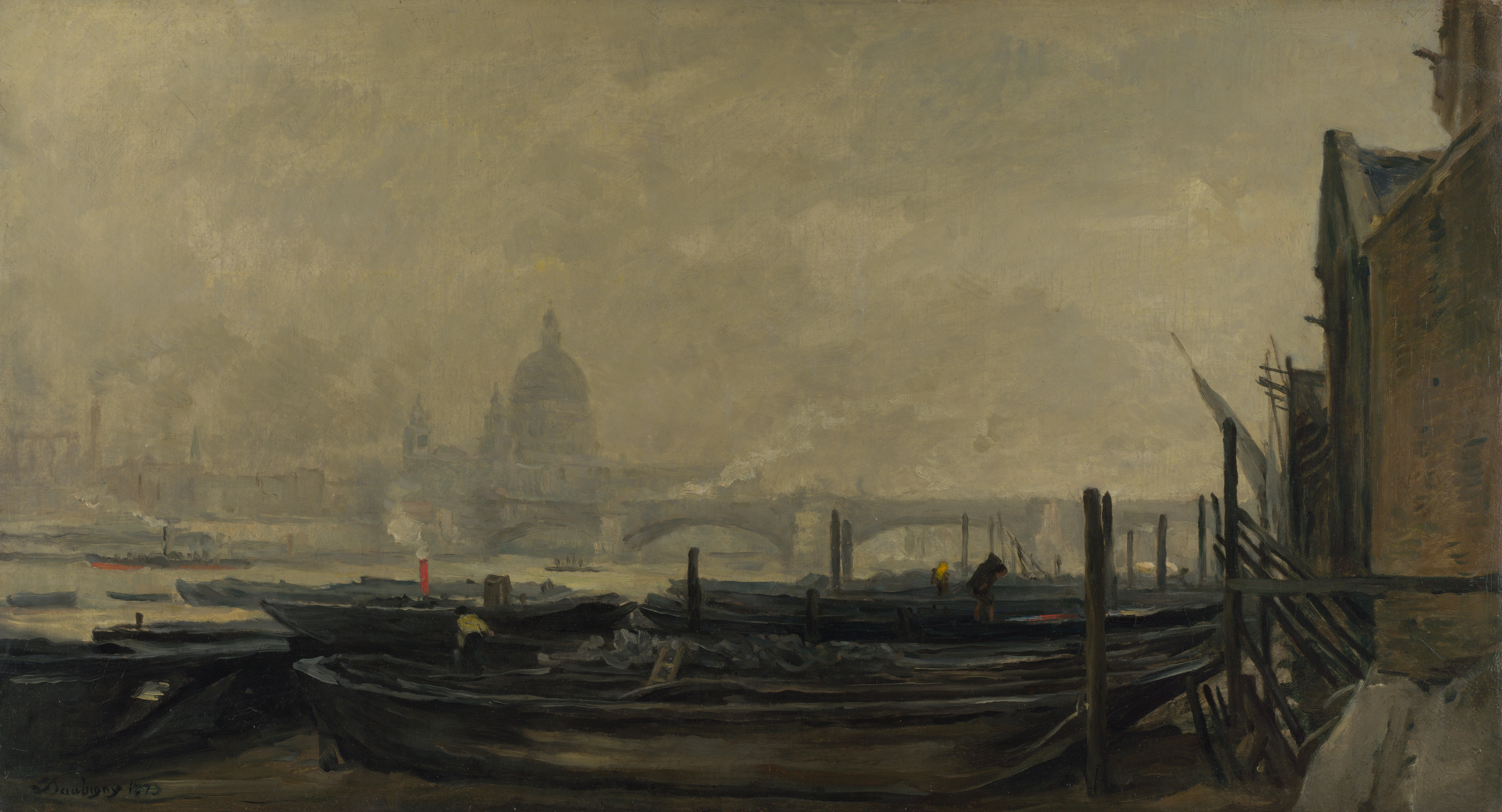
St Pauls katedral från Surraysidan (1871-73)
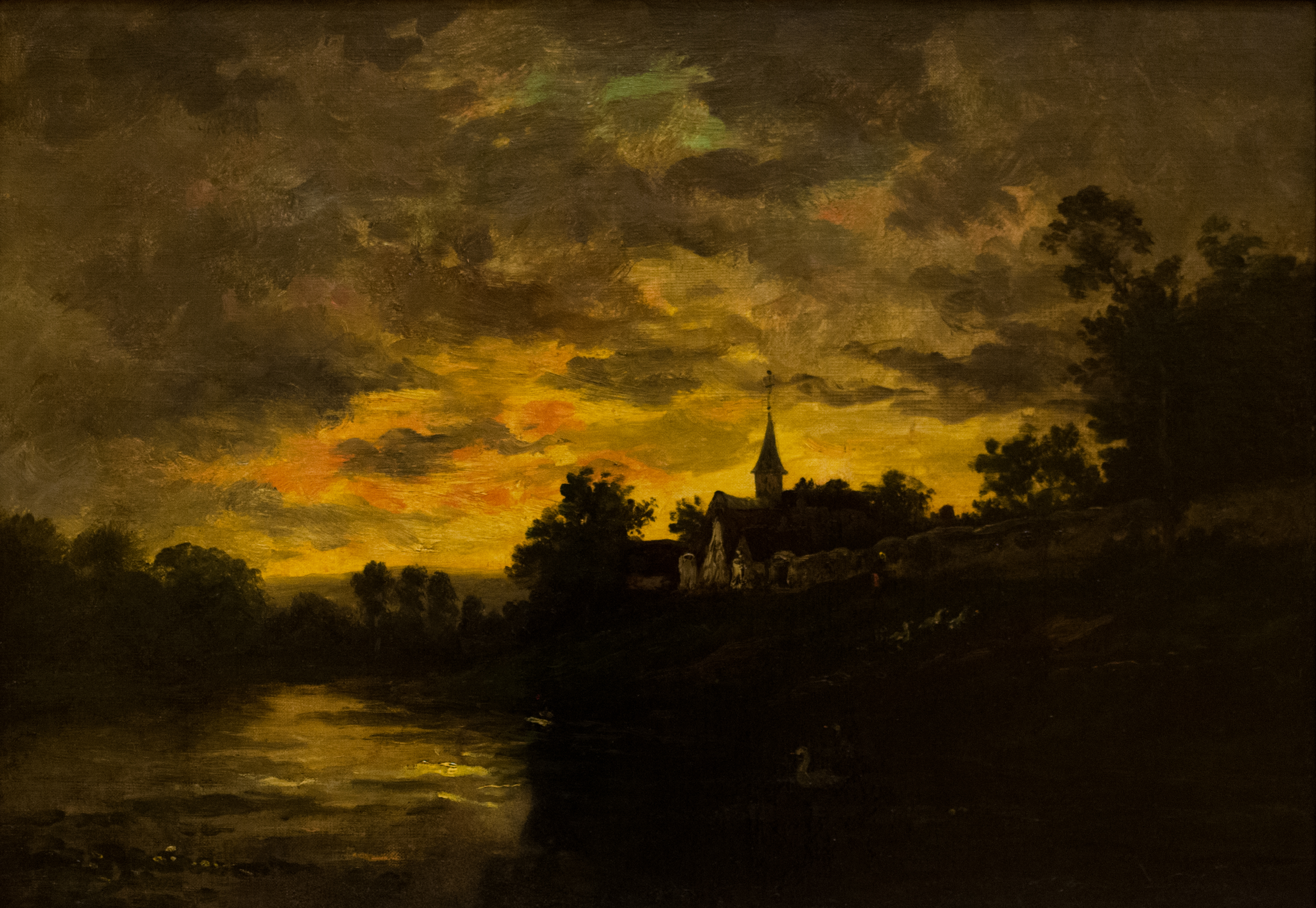
Oise' stränder (u. å.)